# Chaluvanahalli, Arsikere
Chaluvanahalli là một làng thuộc tehsil Arsikere, huyện Hassan, bang Karnataka, Ấn Độ.